# Дробинский, Исаак Рудольфович
Исаак Рудольфович (Рувинович) Дробинский (1911, Одесса — 1983, Кишинёв) — советский учёный-медик, инфекционист и эпидемиолог, доктор медицинских наук (1963), профессор (1965).

## Биография
Родился в Одессе в семье врача Рувина (Рудольфа) Иосифовича Дробинского (1879—?), специалиста по детским и внутренним болезням, который жил и практиковал в доме № 85 по Екатерининской улице (угол Малой Арнаутской); мать — одесская мещанка Аннета Ицековна Дробинская (в девичестве Гринштейн, 1885—?). Родители заключили брак в Одессе 27 сентября 1909 года. Дед, купец Иосиф Самуилович Дробинский, занимался торговлей углем и древесиной, имел доходный дом и конторы на Почтовой и Приморской улицах.
В 1933 году окончил Одесский медицинский институт, где остался работать ассистентом кафедры в Военно-медицинском клиническом центре (411 военный госпиталь), затем доцентом кафедры инфекционных болезней. Занимался разработкой методов защиты от биологического оружия. В годы Великой Отечественной войны — военный эпидемиолог авиационных войск, военврач 2-го ранга, майор медицинской службы. Награждён орденом Красной Звезды (1943), медалями. Демобилизован в 1948 году в звании подполковника медицинской службы.
В 1949—1957 годах — заведующий кафедрой инфекционных болезней и эпидемиологии Донецкого медицинского института. С 1957 года и до конца жизни — заведующий кафедрой инфекционных болезней Кишинёвского медицинского института.
Основные труды посвящены методам диагностики вирусных гепатитов, природно-очаговым инфекционным заболеваниям; впервые в СССР описал гамазовый риккетсиоз.

## Семья
Дядя — историк Александр Иосифович Дробинский (1886—1960).

## Монографии
- Бациллоносительство и борьба с ним. М.: Медгиз, 1953. — 370 с.
- Purtătorii de microbi. Бухарест: Ed. medicală, 1955. — 401 с.
- Dizenteria şi combaterea ei. Кишинёв: Госиздат Молдавии, 1958.
- Мухи и борьба с ними. Кишинёв: Картя молдовеняскэ, 1961.
- Гамазовый риккетсиоз: Клиника и диагностика. Кишинёв: Штиинца, 1962. —200 с.
- Диагностика кишечных инфекций: Эпидемиологический гепатит, дизентерия и сходные с ними заболевания. В 2-х частях. Кишинёв: Картя молдовеняскэ, 1963. — 284 с.
- Сывороточный гепатит. Кишинёв: Картя молдовеняскэ, 1963.
- Заболевания, передаваемые от диких животных человеку в Молдавии. Кишинёв: Картя молдовеняскэ, 1964.
- Profilaxirea bolilor infecţioase acute ale tractului gastro-intestinal. Кишинёв: Картя молдовеняскэ, 1965.
- Icterele infecţioase. Кишинёв: Реклама Молдовей, 1966.
- Cum să prevenim hepatita epidemică (boala Botkin). Кишинёв: Картя молдовеняскэ, 1969.
- Клиника и диагностика некоторых вирусных инфекций. Кишинёвский государственный медицинский институт, 1972.
- Острые вирусные гепатиты: Диагностика и дифференциальная диагностика. Кишинёв: Штиинца, 1972. — 332 с.